# 2000 au Liban
Chronologie du Liban
- 1996
- 1997
- 1998
- 1999
- 2000
- 2001
- 2002
- 2003
- 2004

Cet article présente les faits marquants de l'année 2000 au Liban ou concernant ce pays.

## Évènements
- 30 janvier : le numéro deux de l'Armée du Liban-Sud (A.L.S.), est assassiné[1].
- 7 février : en réponse aux attaques du Hezbollah, une opération de représailles est engagée par le Premier ministre israélien Ehoud Barak[1].

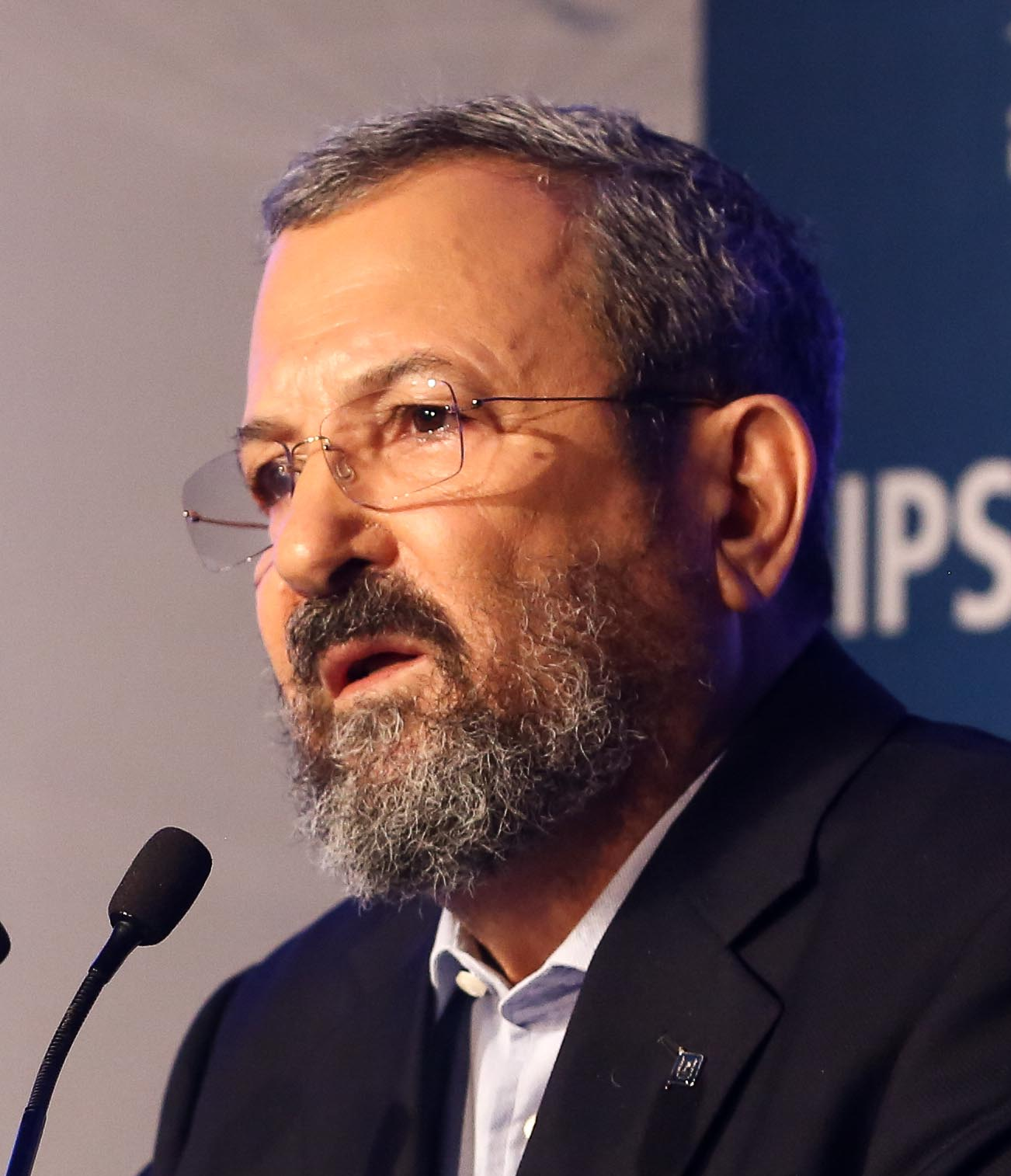
Ehoud Barak.

- 5 mars : Ehoud Barak promet un retrait de ses troupes du Liban d'ici juillet[1].
- 24 mai : départ des troupes israéliennes du Sud du Liban après 22 ans d'occupation.
- 3 septembre : Élections législatives libanaises de 2000[1].

## Sport
- Le Liban a participé aux Jeux olympiques d'été de 2000 à Sydney sans remporter aucune médaille.
- Championnat du Liban de football 1999-2000 : c'est un petit événement puisque c'est Nejmeh SC qui remporte le championnat cette saison (et met fin au règne sans partage d'Al Ansar depuis 1988), après avoir terminé en tête du classement final avec trois points sur Al Ansar et quatorze sur Akhaa Ahli Aley.